# 箱罠
箱罠（はこわな、英語：box trap）とは、野生動物（主に哺乳類）を捕獲する際に用いられる箱状の罠のことである。

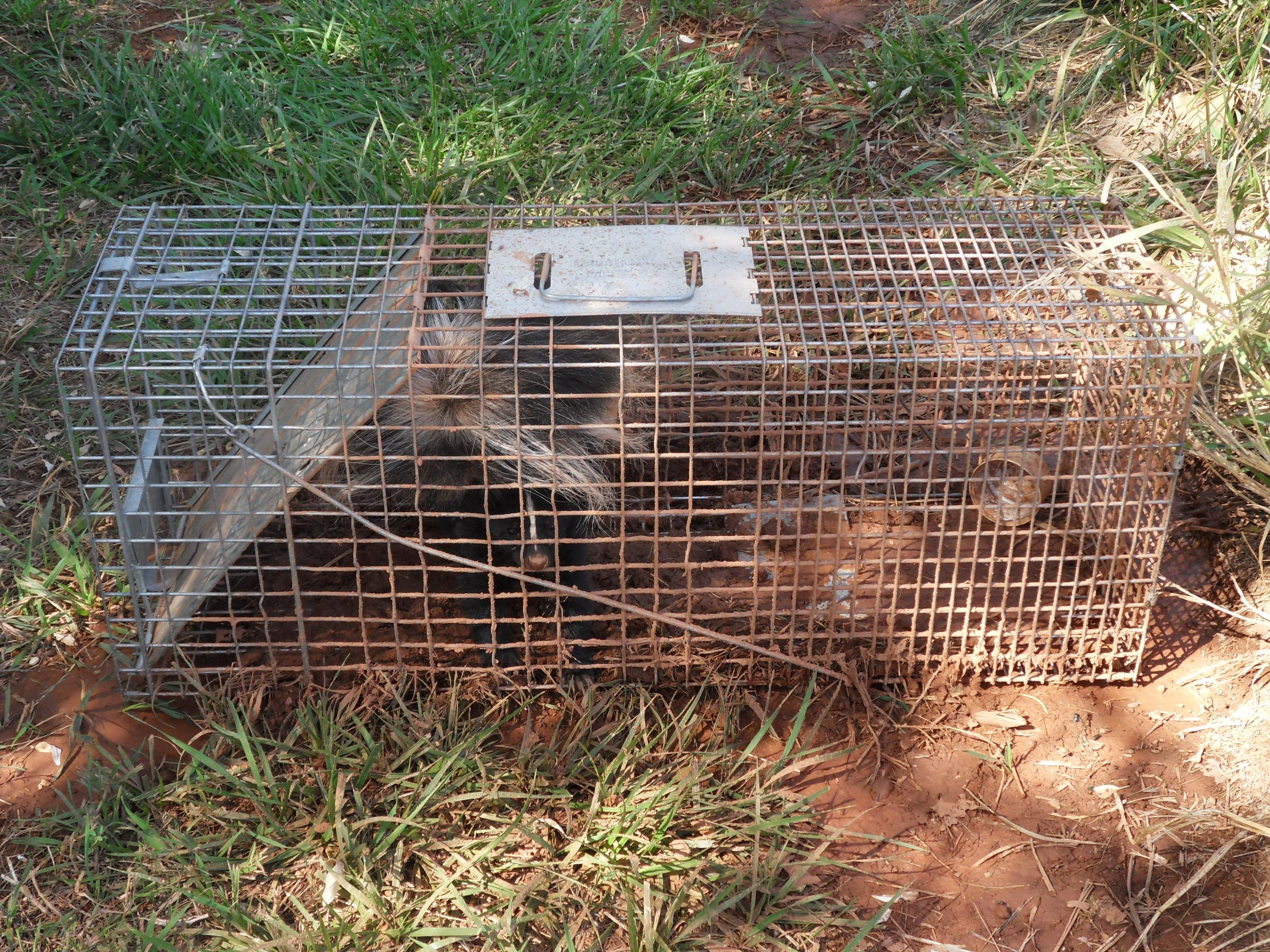
箱罠で捕獲されたスカンク

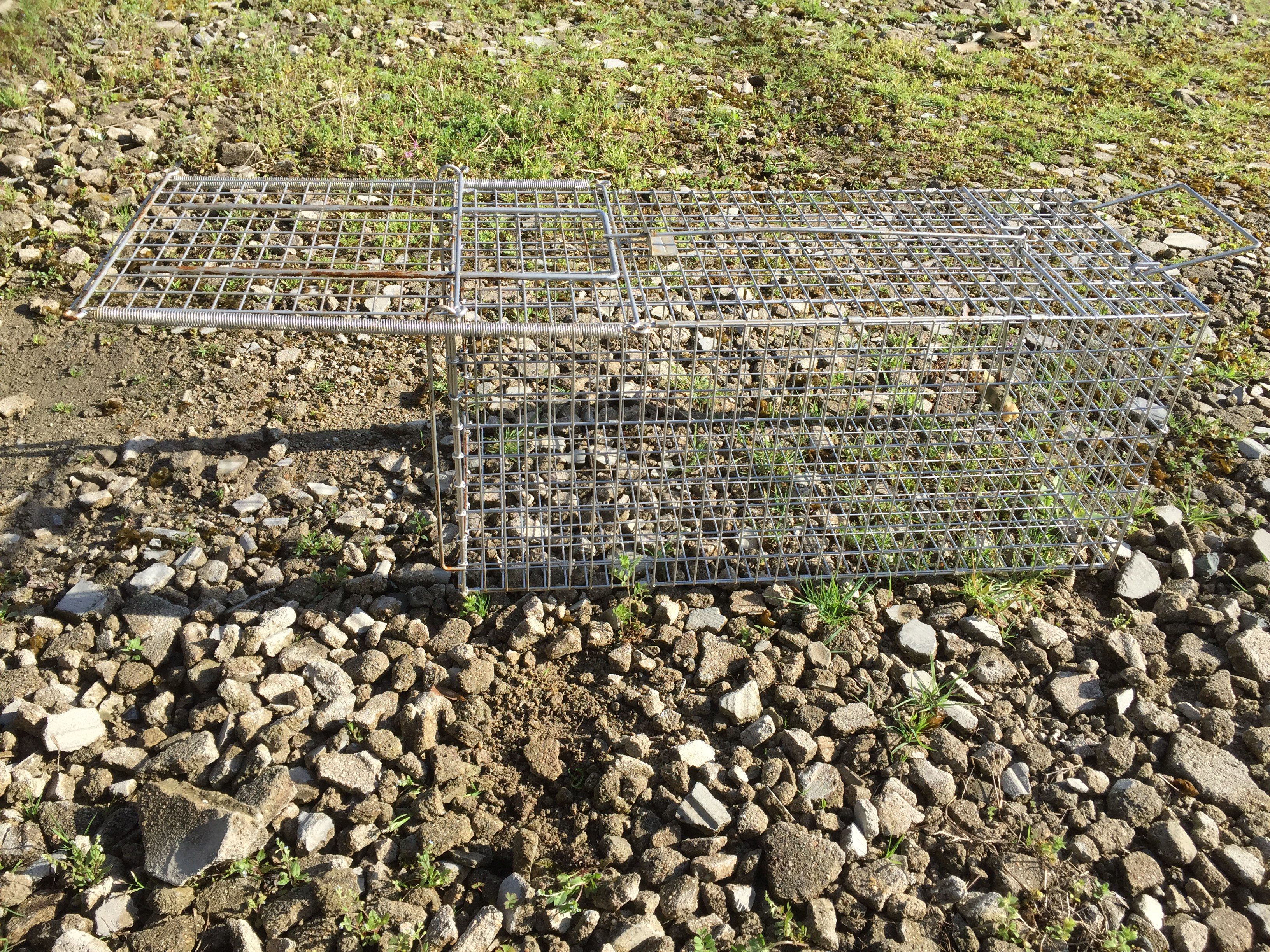
奥に釣り下がった餌を引っ張ると、左手の扉が閉まる構造の箱罠

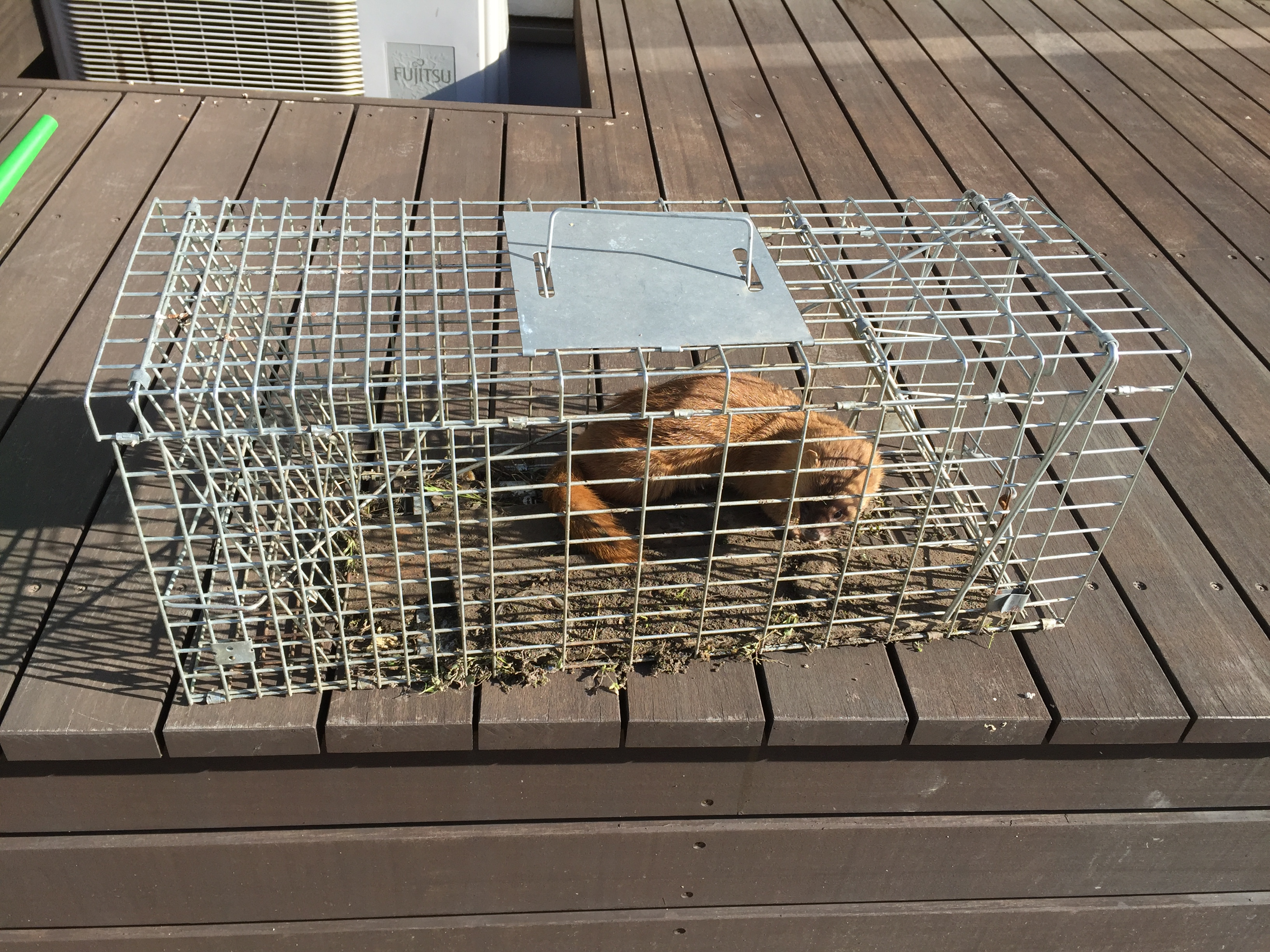
イタチが捕獲された箱罠。底を踏むと、左側の内扉が下がって閉まる構造

## 概要
箱罠には多種多様なデザインのものがあるが、基本的な仕組みとして、地面に置いた侵入口のある箱状の構造物に動物が入り込むと、作動装置の働きにより侵入口が閉じて動物が閉じ込められ生け捕りにするという点は共通している。作動装置としては侵入した動物が踏み板を踏むと侵入口の扉が落ちるものが一般的で、扉には返しが付いていて中からは開けることはできない。箱罠内に動物を誘因するためには、その捕獲対象動物に合った餌が利用される。捕獲した動物は、麻酔で不動化されて外に出すか、箱罠ごと運ぶかして移動させる。
箱罠は、地形や気象といった環境、対象動物、目的に応じて材質や形状、作動装置（トリガー）にさまざまな改良が加えられる。例えば、罠を目立たなくさせるためにカモフラージュを施すなどがある。さらに、中に閉じ込められた動物の体力が消耗したり、暴れることで傷ついたりするのを防ぐ用途で、柔らかい素材や保温材を用いて補強したりすることもある。箱罠内に長時間拘束されることは動物にとって非常に負担が強いことであり、適度な見回りが求められる。これに関連して、箱罠の落とし戸がはずれると発信機によって離れた位置にある受信機（携帯電話など）に作動したことを知らせる通知が届くような改良も行われる。
箱罠で捕獲される動物は、クマやシカなどの大型哺乳類からキツネなどの中型哺乳類、ネズミなどの小型哺乳類までと多岐にわたる。箱罠は野生動物の研究や保全管理、害獣や外来種の駆除、負傷した動物の保護などの目的で用いられる。

## 種類
スティーブンソン式箱罠（Stephenson box trap）
ミシガン州保護局のJ.H.Stephensonが開発し、1941年にオジロジカの捕獲に用いたのが初めての報告である。基本的に木製・金属製で、サイズは間口1.2m×高さ1.2m×奥行3.7m、両側に落とし戸を持つ。落とし戸をはずす作動装置には糸やワイヤ、スチールトラップが使用される。
カルバートトラップ（culvert trap）

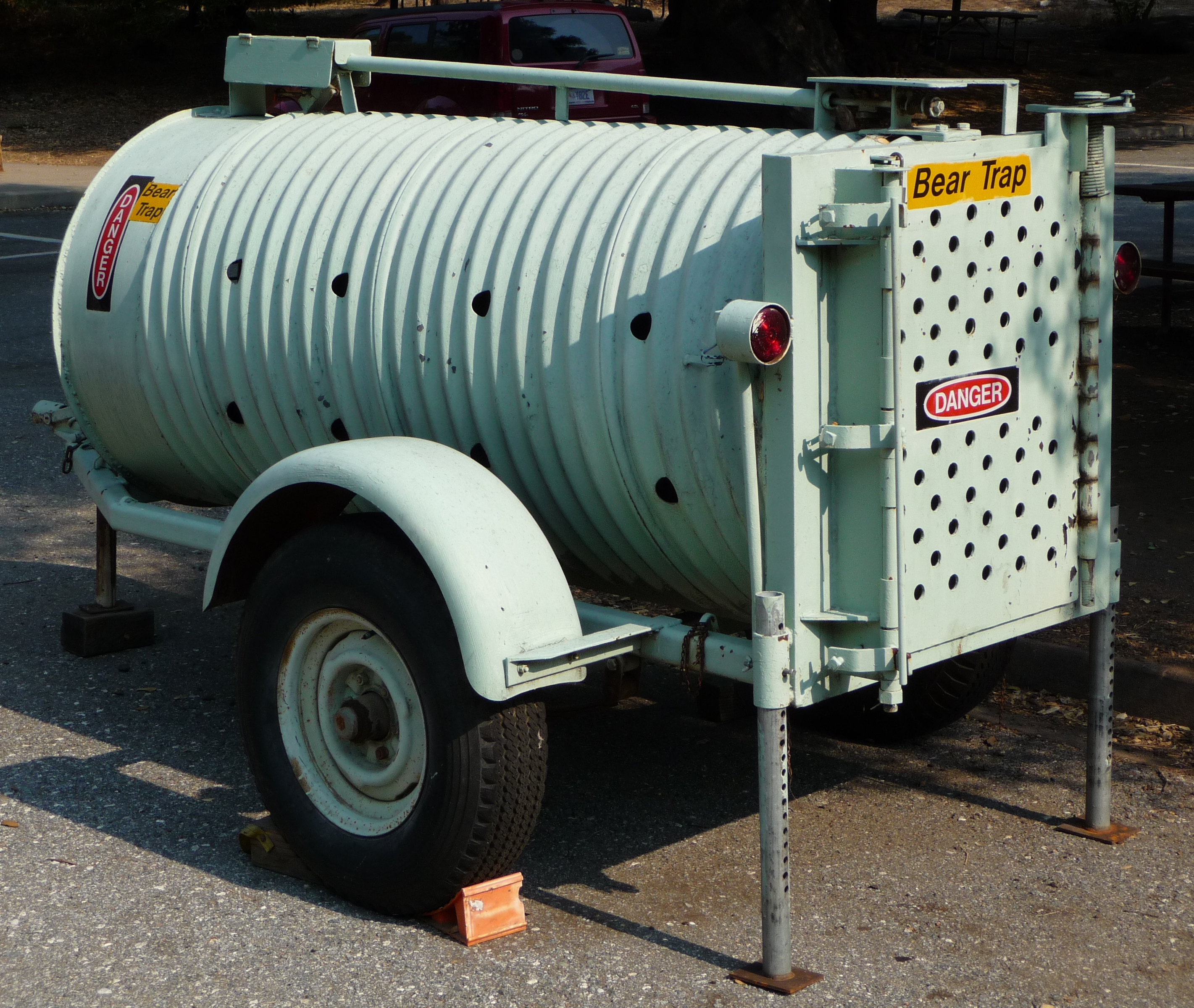
クマを捕獲するためのカルバートトラップ（けん引できるようにタイヤが付いている）

主にクマの捕獲に利用され、落とし戸も含め罠全体が鋼鉄製で、頑丈な造りとなっている。サイズは長さが1.8-2.4mで、幅が1.2mほど。罠が重たく移動に不便なため、車でけん引できるように改良されていることがある。
類似した罠としてドラム缶で造られたバレルトラップがある。バレルトラップは、捕獲対象にはならない子グマが中に入ってしまった場合に母グマが罠を外から倒して子グマを脱出させられるように扉に返しが付いていない。
クローバー式罠（Clover trap）
Cloverが1954年にデザインし、その後も多くの人物によって改良が加えられている。木製や金属製ではなく、ネットで側面が構成されており、軽くて折りたためるため携帯性に富む。サイズは間口0.9m×高さ2.1m×奥行1.1m、落とし戸はひとつで、重量は36.3kgとなる。
シャーマントラップ（Sherman trap）

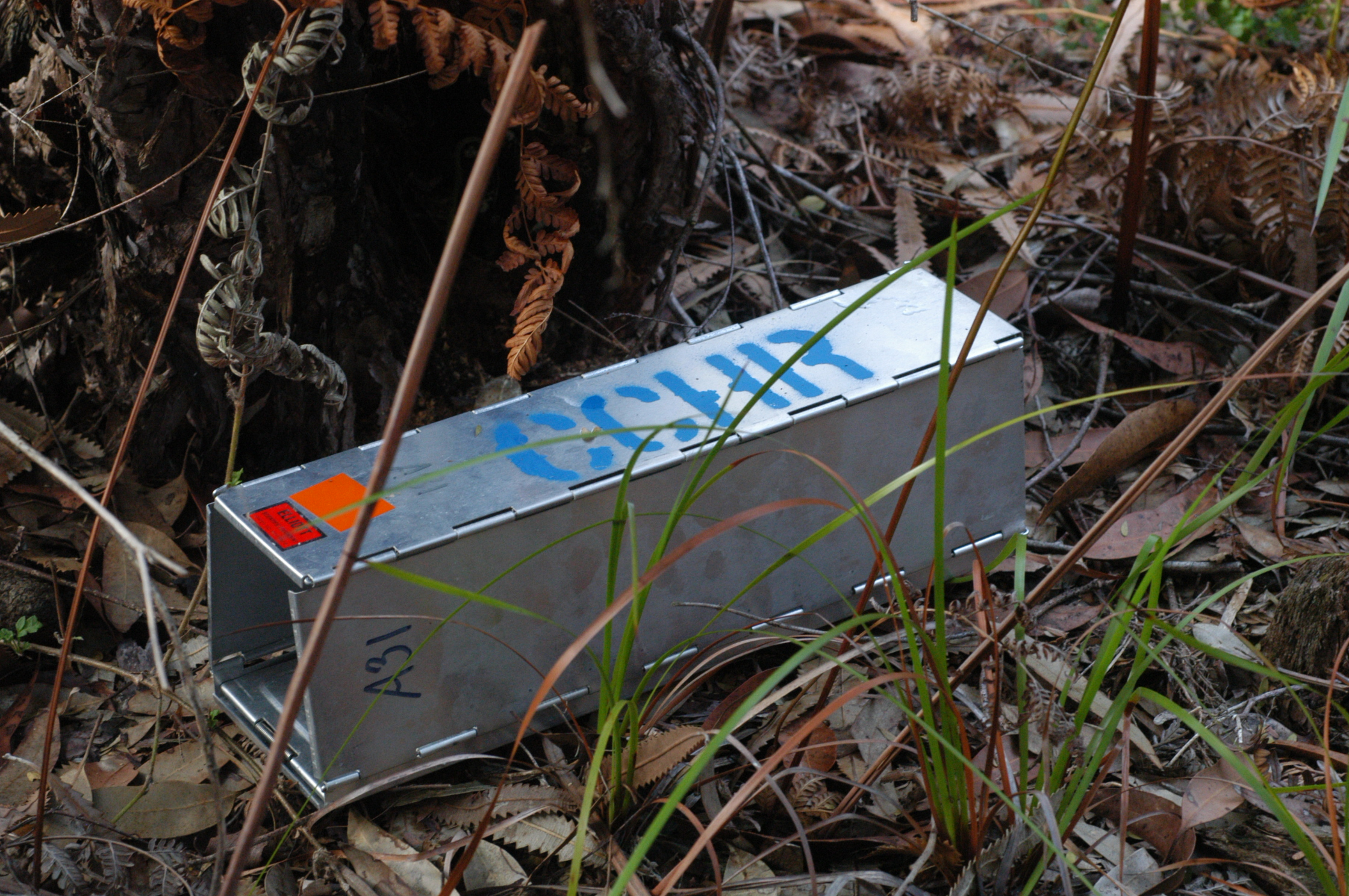
小型哺乳類用の箱罠

1955年以降、世界中でネズミ類やトガリネズミ類、ヒミズ類、地上性リス類といった小型哺乳類の生体捕獲に用いられている。ただし、小形のトガリネズミでは捕獲効率が悪く適当ではないとされる。
その他
他に市販されている箱状罠に、ハバハート（Havahart）、ロングワース（Longworth）、ナショナル（National）、ヴィクター（Victor）などがある。

## 利点と欠点
囲い罠と比較して、箱罠は一度に複数の動物を捕獲することはできず捕獲効率は低いが、限られた個体だけを捕獲することが可能である。一方で、捕獲対象でない動物が誤って入ってしまうこと（錯誤捕獲）があり、ネコやイヌなどのペットが捕獲されると苦情が寄せられることもある。また、箱罠での捕獲や保定により捕獲性筋疾患を発症することで、動物が意図せず死亡してしまう事態も少なくない。

## 規制
日本国内で箱罠を用いて動物（哺乳類・鳥類）を捕獲する場合、鳥獣の保護及び狩猟の適正化に関する法律に基づいて捕獲許可申請手続きを行い、わな猟免許を持つものが罠を仕掛ける必要がある。捕獲に目的による区別はなく、鳥獣の保護又は管理の目的であっても捕獲許可が必要と鳥獣保護法第九条法文に明記されており、わな猟免許は必要である。加えて、特定外来生物による生態系等に係る被害の防止に関する法律で特定外来生物に指定されている動物（アライグマやミンクなど）を捕獲するには特別な許可を得なければならない。